# Marius Audin
Antoine Marius Audin (geboren am 5. Februar 1872 in Beaujeu; gestorben am 15. Januar 1951 in Lyon) war ein französischer Historiker, Drucker und Verleger.

## Leben
Audin war der Sohn von Pierre Audin und dessen Frau Antoinette (geborene Bost). Er zeigte schon früh ein Interesse an der Botanik und besaß bereits als junger Mann ein Herbarium mit tausend Arten. Er war Autodidakt und studierte die Naturgeschichte seiner Heimat. So arbeitete er von 1892 bis 1905 als Gerichtsschreiber am Handelsgericht von Lyon und anschließend für Alexandre Rey als Direktor der Judicial Gazette, einer Zeitung für Rechtsmitteilungen. Ab 1906 widmete er sich der Erforschung der Region Beaujolais und veröffentlichte erste Aufsätze und Essays. Er betätigte sich als Publizist, Drucker, Typograf und Chemiker und befasste sich mit der Historie der Grafik und dem Handwerk des Buchdrucks. Im Jahr 1918 gründete er seinen eigenen Verlag mit Druckerei, den er „Deux-Collines“ nannte.
Als Drucker und Verleger engagierte sich Audin in Lyon im Buchgewerbe. In seinem Verlag, der seine Räume in der Rue Davout Nr. 3 hatte, gab er unter anderem die Revue du Lyonnais heraus, die sich mit der Geschichte der Stadt und ihrer Umgebung befasste. Darin erschienen Beiträge zur Geschichte des Theaters, des Buchgewerbes und des gesellschaftlichen Lebens in Lyon. Er gab zudem das Bulletin historique du diocese de Lyon, Bulletin mensuel des Heures musicales, litteraires et scientifiques und die Gazette artistique, organe de la Societe des Grands Concerts de Lyon heraus und fertigte einige Luxusdrucke, so unter anderem 1923 Les Cantilènes Rouges von André Jean (Pseudonym von Jean Bouvet) oder die Mosaïques romaines des musées de Lyon von Philippe Fabia.
1922 wurde Audin Mitglied der „Académie des pierres plantées“ und der „Commission du Vieux-Lyon“. 1942 gründete er das „Musée des Arts et Traditions populaires Marius Audin“, ein Museum für Kunst und Volkstraditionen. Audin war seit 1946 Mitglied der Académie des sciences, belles-lettres et arts de Lyon, gehörte dem französischen Verband zur Förderung der Wissenschaften und der Botanischen Gesellschaft und weiteren Organisationen an.
Audin war verheiratet und hatte zwei Söhne, Maurice Audin (1895–1975) und Amable Audin (Drucker und Archäologe, 1899–1990), die seine Arbeit fortsetzten. In Lyon wurde die „Rue Marius Audin“ nach ihm benannt.

## Veröffentlichungen (Auswahl)
Audin hat zahlreiche Schriften verfasst, gedruckt und herausgegeben, eine ausführliche Liste findet sich auf der Internetseite des Comité des travaux historiques et scientifiques.
- mit Eugène Vial: Dictionnaire des artistes et ouvriers d’art du Lyonnais. 2 Bände, Bibliothèque d’art et d’archéologie, Paris 1918 und 1919 (Band 1: A–L. Band 2: M–Z. archive.org).
- Bibliographie iconographique du Lyonnais. A. Rey, Lyon 1909 (archive.org).

Druck und Verlag
- Bridet: Pour enseigner vous-même la musique à vos enfants. Lyon 1923, OCLC 458712448.